# 熊逵
熊逵（1511年—？），又作熊奎，字于漸，江西臨江府清江縣人，民籍，明朝政治人物。

## 生平
嘉靖十九年（1540年）庚子科江西鄉試第十八名舉人。三十四歲中式嘉靖二十三年（1544年）甲辰科會試第一百九十五名，登第二甲第二名進士。授刑部主事，升郎中，二十九年十二月奉命往南直隶恤刑。歷官河南分守大梁道左參政、廣東按察使，四十一年二月升湖广右布政使，轉浙江左布政使。曾經協助胡宗憲抗倭。四十二年十二月考察被革职閑住。
著有《詩經便曉》，编有《清江二家诗》、《傅与砺诗法》。又取《木天禁語》、《詩學禁臠》、《說詩要指》三種，各為一卷，編成《清江詩法》一書。

## 家族
曾祖熊可昂；祖父熊春和；父熊愛，母彭氏。具庆下。兄運、逢、弟造。